# مارغو (ساسكاتشوان)
مارغو (بالإنجليزية: Margo, Saskatchewan)‏ هي قرية تقع في كندا في ساسكاتشوان. يقدر عدد سكانها بـ 90 نسمة ومساحتها 0.80 كم2.